# ماكسيم بونجي
ماكسيم بونجي (بالفرنسية: Maxime Poundjé)‏ هو لاعب كرة قدم فرنسي في مركز الظهير الأيسر ولد في يوم 16 أغسطس 1992 في مدينة بوردو ويلعب حالياً مع نادي بوردو وسبق له اللعب مع نادي نيم على سبيل الإعارة ويبلغ طوله 179 سم.